# Пророцтво

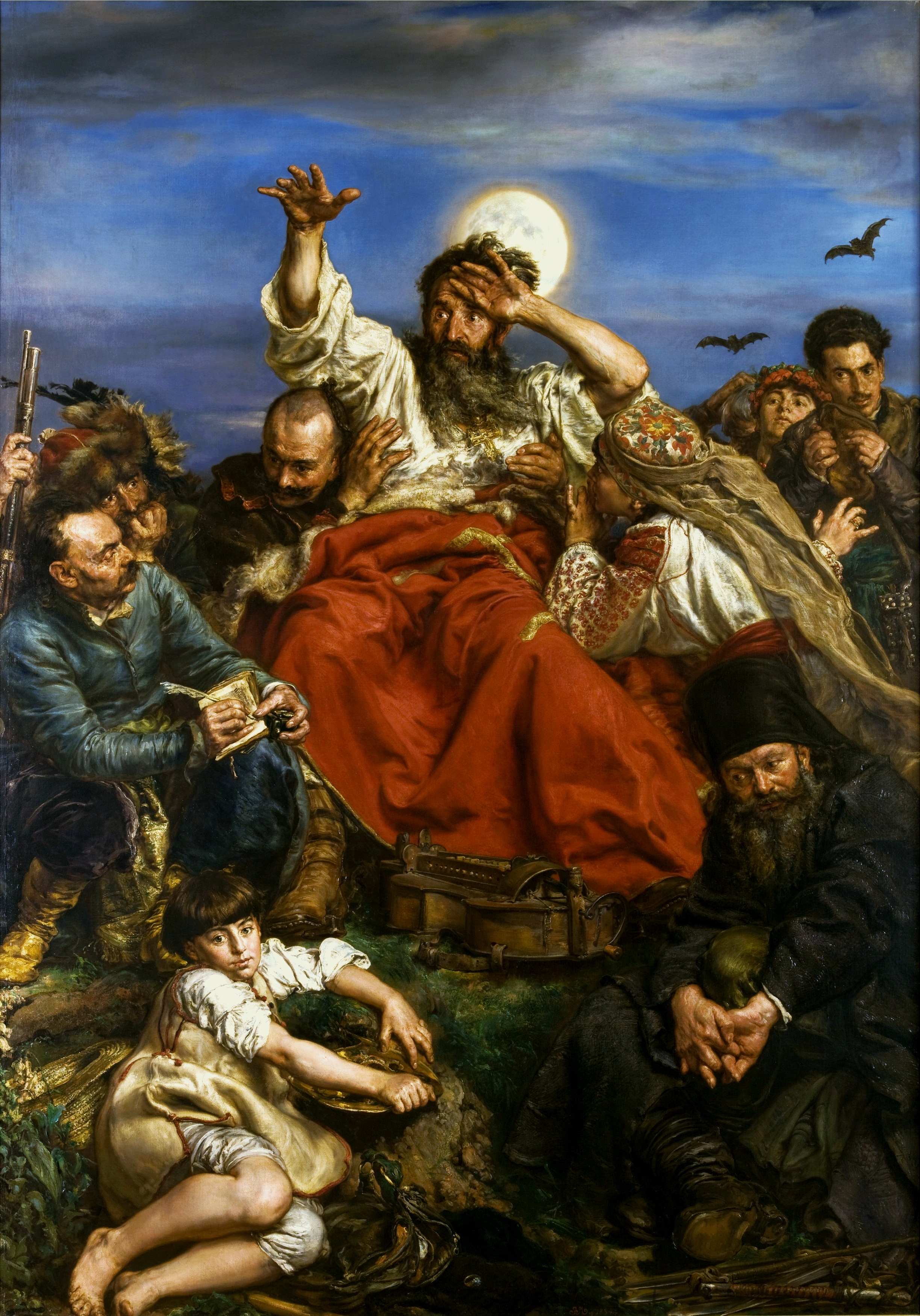
«Пророцтво українського лірника», картина Яна Матейка 1884 року.

Проро́цтво — повідомлення або група повідомлень, які несуть інформацію про майбутні події.

## Тлумачення терміна
Найчастіше під пророцтвами йдеться про погано аналізований в смисловому контексті текст, який згадується пророками (провісниками, ясновидцями) до моменту настання події.

## Види пророцтв

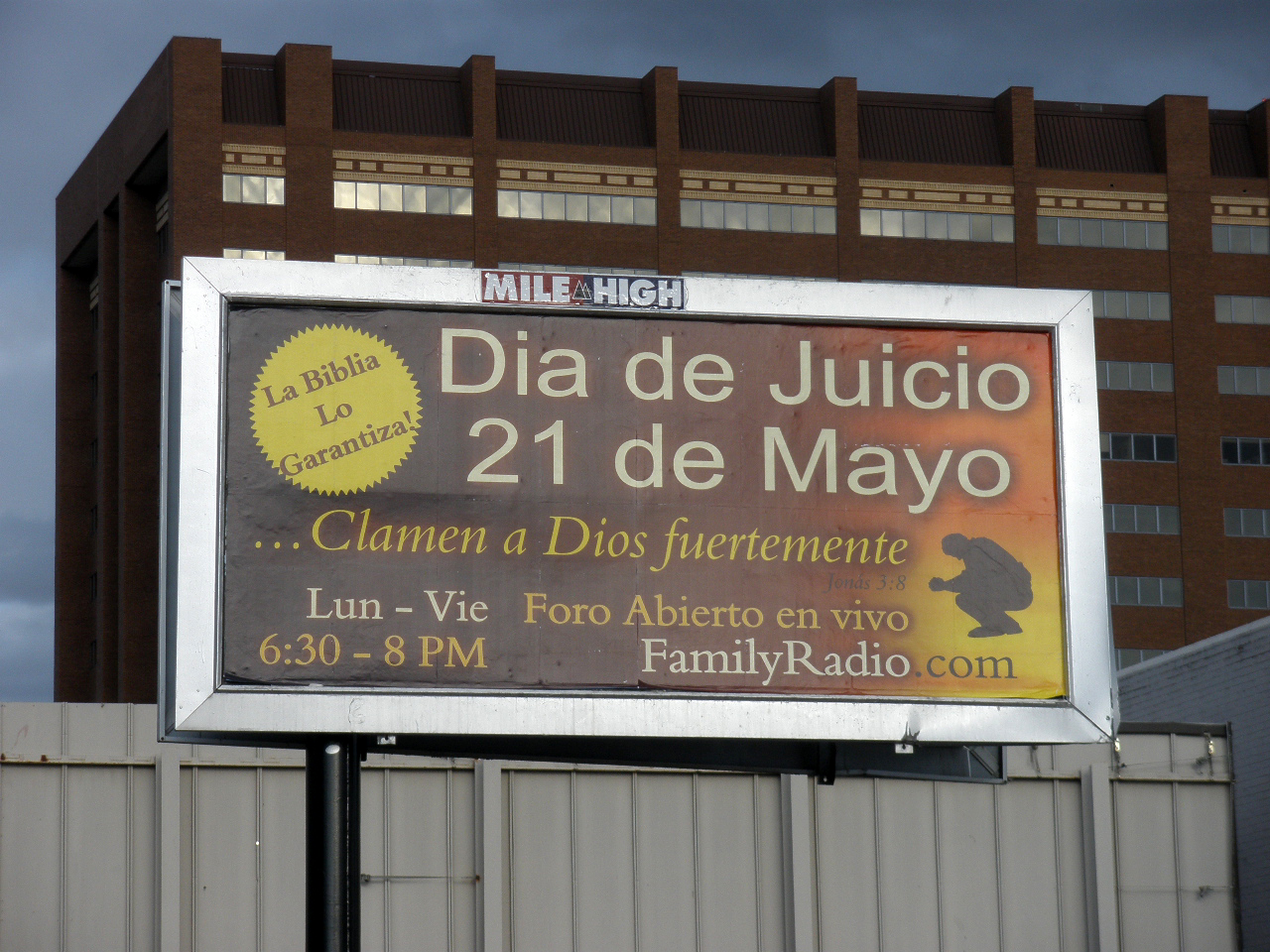
Пророкування кінця світу 2011 року пов'язано переважно із висловлюваннями американського християнського радіоведучого Гарольда Кемпінга

Пророцтва можуть бути фальшивими та правдивими. До першої категорії належать повідомлення, які робляться найчастіше з метою навмисного обману або наживи; до другої — реальні повідомлення, які містять у собі інформацію про майбутні події.
Треба розрізняти правдиві пророцтва і футурологічні прогнози. Якщо футурологія намагається побачити майбутнє за допомогою логіки, аналізу та імовірності, то пророцтва робляться здебільшого за допомогою якогось миттєвого сприйняття подій, які ще не відбулися.